# Giovanni Boccaccio

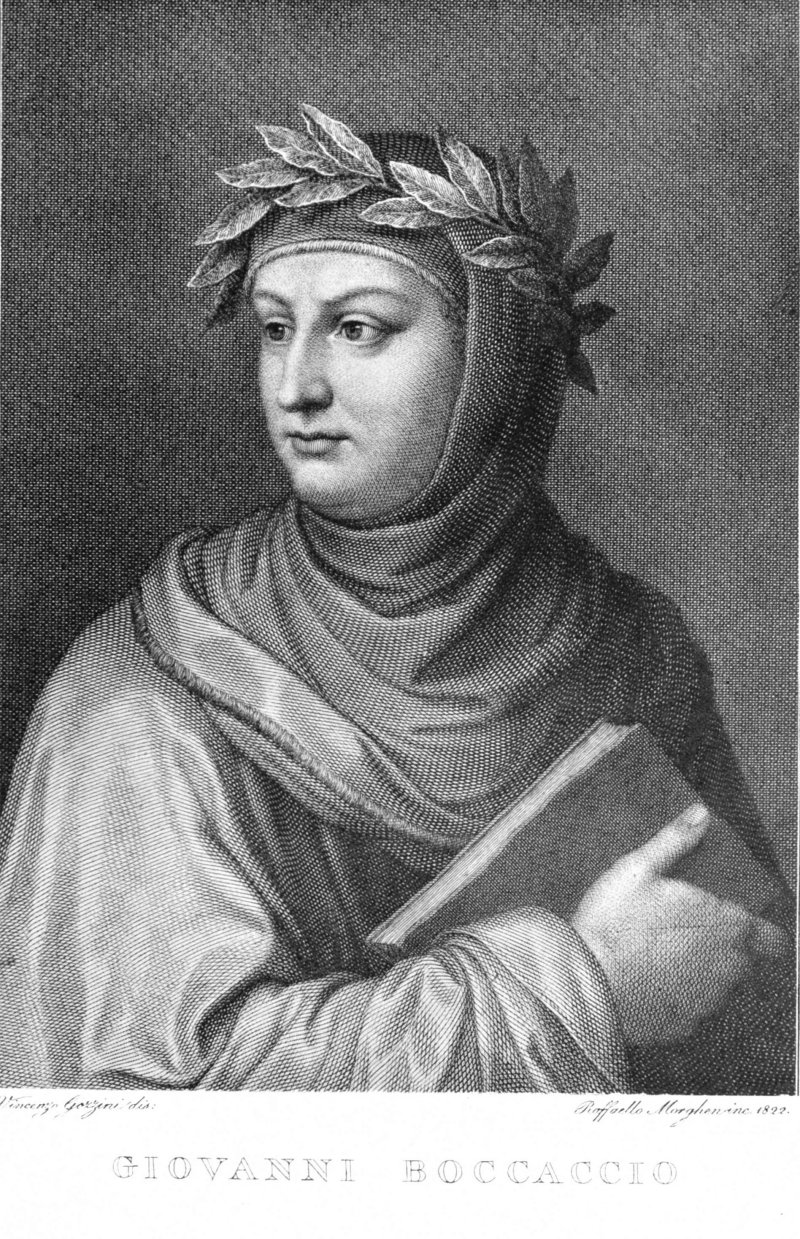
Portret Boccaccia autorstwa Raffaella Sanzia Morghena według Vincenza Gozziniego, 1822

Giovanni Boccaccio (ur. 1313 w Certaldo, zm. 21 grudnia 1375 tamże) – pisarz włoski, znany zwłaszcza ze swego dzieła Dekameron. Twórca nowożytnej nowelistyki.

## Życiorys
Był nieślubnym dzieckiem toskańskiego kupca i jego kochanki pochodzącej z Certaldo bądź Florencji. Dzieciństwo spędził we Florencji, od piętnastego roku życia przebywał w Neapolu, gdzie niezbyt chętnie studiował prawo i handel, co uznał za czas stracony. Jednak to właśnie w tym czasie wszedł do kręgu admiratorów Francesca Petrarki, zbliżył się do literatury i kultury antycznej. Szczególnie umiłował Tacyta i Liwiusza. W wieku 23 lat zakochał się w nieślubnej córce króla, Marii d’Aquino, która stała się jego muzą. W roku 1340 ponownie powrócił do Florencji, gdzie zajmował wiele zaszczytnych stanowisk. Jednak po pewnym czasie zrezygnował z życia politycznego, mimo że kilkakrotnie miasto powierzało mu misje dyplomatyczne. 
W 1346 roku gościł u Ostasia de Polenta, władcy Rawenny, a w 1347 w Forlì u Francesca II Ordelaffi. Po powrocie do Florencji, w 1350 roku, poznał osobiście Petrarkę i zaprzyjaźnił się z nim.
Cechował go umiarkowany antyklerykalizm. Choć nie odrzucił chrześcijańskich prawd wiary, ani nie odwrócił się od Kościoła, często kpił z księży i zakonników nieprzestrzegających celibatu i niestroniących od światowych uciech, a zaniedbujących obowiązki religijne.
Giovanni Boccaccio poświęcił życie literaturze. Pozostawił ogromny dorobek, na który składają się poematy epickie, powieści miłosne oraz wiersze. Zafascynowany twórczością Dantego, napisał biografię Żywot Dantego oraz komentarz do jego Piekła. Najwybitniejszym dziełem Boccaccia jest Dekameron (Il Decamerone, 1348-1353). Jest to zbiór 100 nowel podzielonych na 10 dni, stąd nazwa znacząca po grecku „Księga dziesięciu dni”. Nowele te są połączone w całość i są opowiadaniami grupy młodych kobiet i mężczyzn, którzy podczas zarazy schronili się w okolicach Florencji. Jako pierwszy poeta Boccaccio stosował w poematach epickich oktawę, przygotowując tym samym grunt pod użycie tej formy w eposach renesansowych Mattea Marii Boiarda, Luigiego Pulciego, Ludovica Ariosta i Torquata Tassa.

## Pisma
Ponieważ Boccaccio pracował wiele lat nad swoimi tekstami oraz często wprowadzał poprawki i nowe redakcje, ich datowanie jest niedokładne i budzi wiele wątpliwości.

### Wvolgare
- Łowy Diany (przed 1334) – poemat tercyną.
- Opowieść o nimfach z Fiesole (1344-1346) – niedługi poemat oktawą.
- Filostrato – poemat oktawą.
- Filocolo (do 1366) – opowieść prozą.
- Tezeida o zaślubinach Emilii (1339-1340) – poemat oktawą w dwunastu księgach.
- Komedia o florenckich nimfach – poemat nawiązujący do Dantego, przeplatający tercyny z fragmentami prozą.
- Miłosne widzenie – poemat tercyną, opisujący marzenie senne.
- Fiammetta (1343-1344) – opowieść o miłości dworskiej, widzianej oczami kobiety. Uchodzi za pierwszą włoską powieść psychologiczną.
- Dekameron (1350–1353) – wśród nowel przeważa tematyka miłosna. Ich charakter jest zróżnicowany. W swym dziele Boccaccio opisuje wielką „komedię ludzką”.
- Żywot Dantego (pierwsza wersja tekstu powstała w latach 1351–1355) oraz Objaśnienia do komedii Dantego są owocem cyklu wykładów z Boskiej komedii, jakie Boccaccio wygłaszał w kościele Santo Stefano in Badia.
- Corbaccio (ok. 1365) – ostra inwektywa przeciwko kobietom.

### Po łacinie

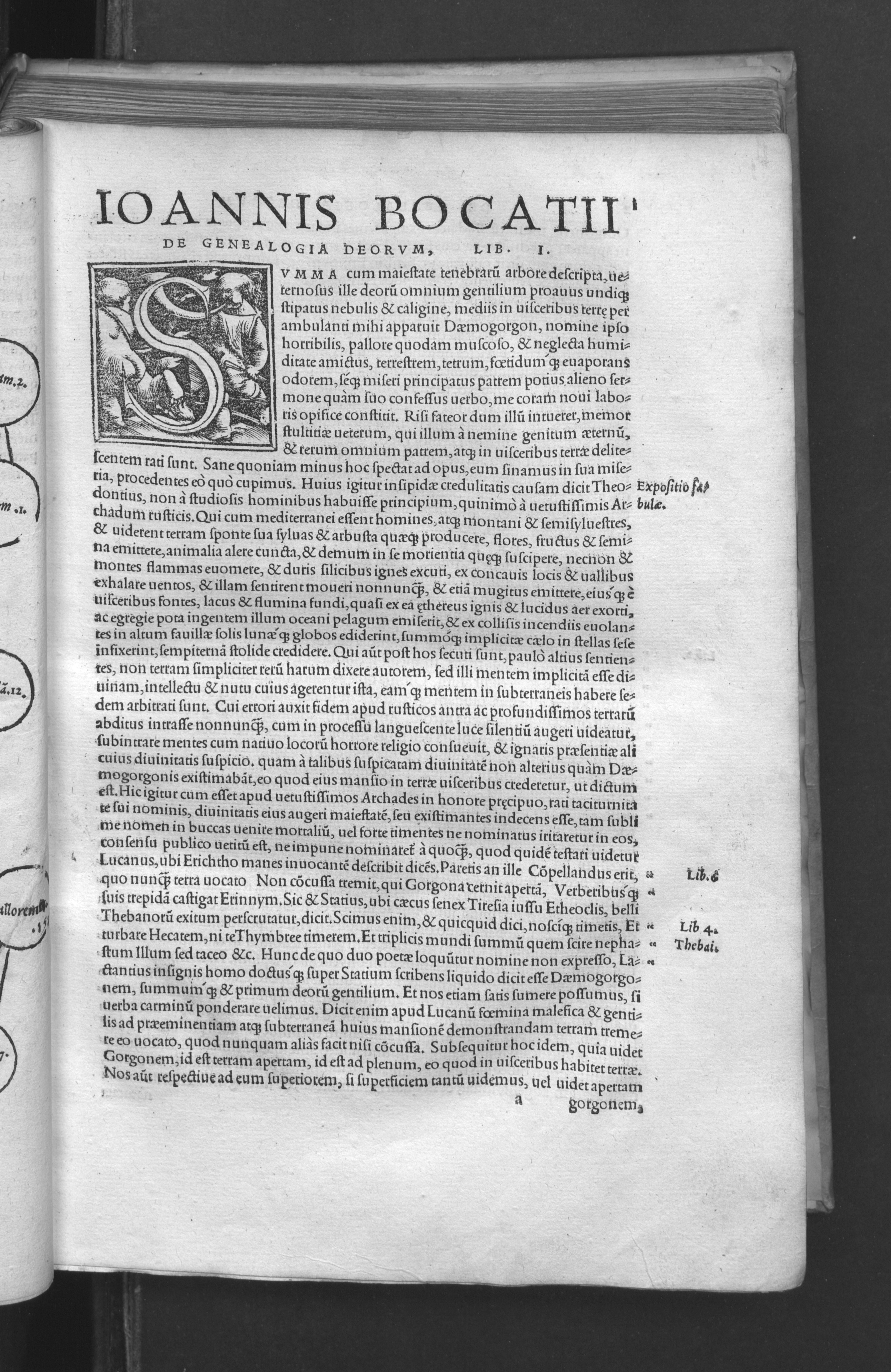
Genealogia deorum gentilium, 1532

- Sielanki (do 1367) – zbiór szesnastu eklog, nawiązujący do Petrarki.
- O przypadkach sławnych mężów (łac. De Casibus Virorum Illustrium) (główne fragmenty zostały napisane w latach 1355–1360, finalne modyfikacje i opracowanie nastąpiło do 1373 roku) – traktat będący zbiorem pięćdziesięciu sześciu nieszczęśliwych historii postaci różnych epok. Tekst ma charakter moralizatorski, w dużej mierze odchodzi od prawdy historycznej w stronę literackiej fikcji.
- O sławnych niewiastach (1361, poprawiane do 1375) – sto dwie biografie kobiet mitycznych, antycznych i średniowiecznych – traktat moralizatorski.
- O nazwach gór, lasów, źródeł, jezior, rzek, stawów, bagien i mórz – traktat etymologiczny.
- Genealogia bogów (od 1350) – zbiór starożytnych mitów, próba usystematyzowania mitologii.